# Rayleigh Castle

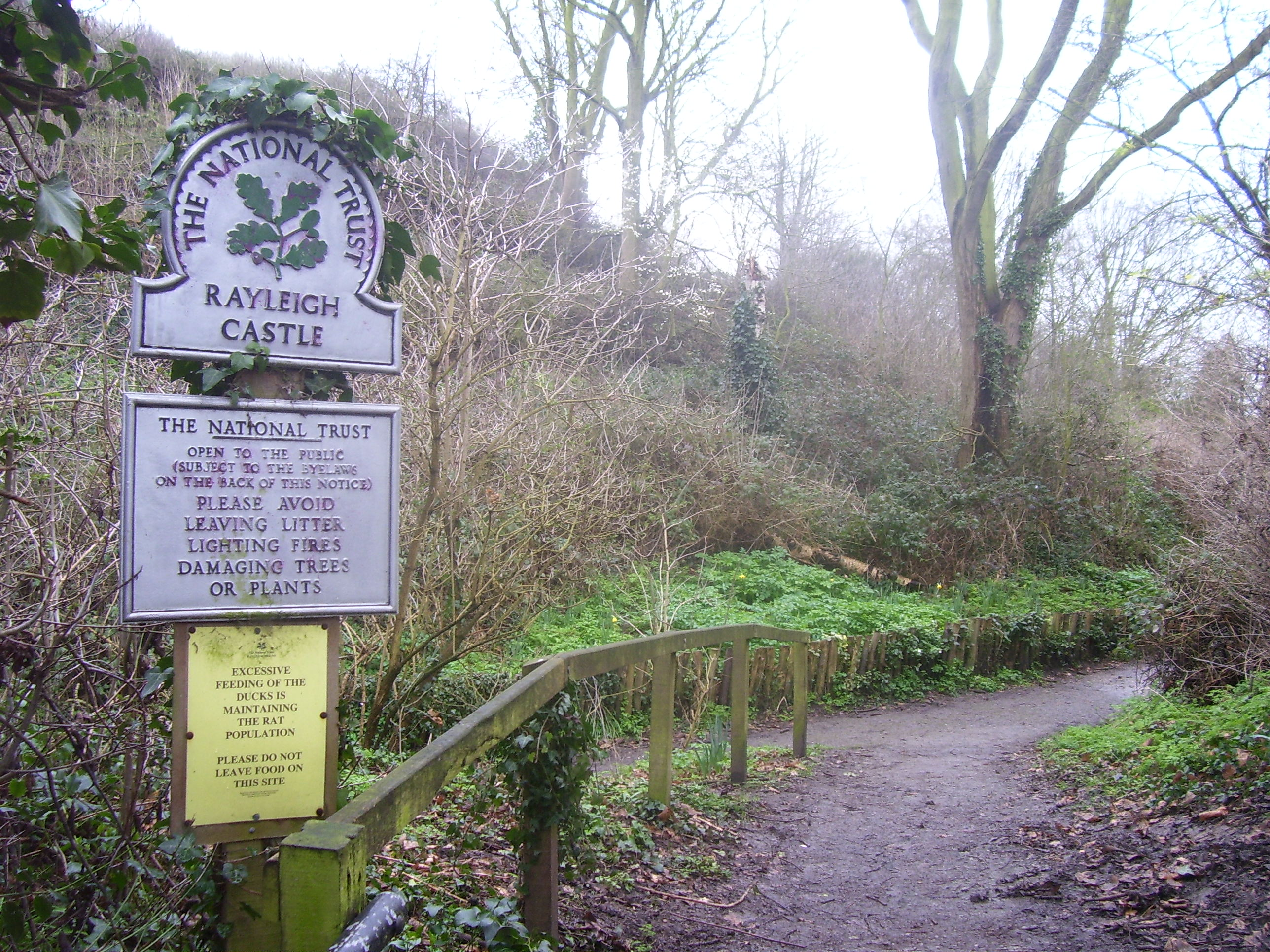
Der Mound von Rayleigh Castle

Rayleigh Castle, auch Rayleigh Mount, ist eine abgegangene Burg in der Nähe von Rayleigh in der englischen Grafschaft Essex. Die Motte wurde im 11. Jahrhundert, bald nach der normannischen Eroberung Englands aus Holz und Mauerwerk erbaut. Heute sind nur noch der Mound und Erdwerke sichtbar.

## Details
Rayleigh Castle ist eine der 48 Burgen, die im Domesday Book von 1086 erwähnt sind, und die einzige in Essex. Die Schrift erwähnt, dass ein gewisser Swein (auch Sweyn, Sweyne oder Suen) die Burg in seiner Grundherrschaft bauen ließ. Er war der Sohn von Robert FitzWimarc, einem normannischen Adligen und Günstling von König Eduard dem Bekenner (Regierungszeit 1042–1066). Swein war einer der reichsten Landbesitzer in Essex nach der Eroberung durch die Normannen und in dem Buch ist vermerkt, dass seine Ländereien £ 255 Wert gewesen seien. Da Swein der Sohn eines Günstlings König Eduards war, ist es wahrscheinlich, dass er nicht mit Wilhelm dem Eroberer 1066 nach England kam, sondern dort bereits geboren war. Die meisten Landbesitzer mit bedeutenden Besitzungen zu Zeiten des Domesday Book hatten nicht verbundene, aufgesplitterte Ländereien, aber Swein war eine der Ausnahmen; die meisten seiner Ländereien lag in den Harden von Rochford und Barstaple; Rayleigh Castle war ihr Verwaltungszentrum.
Adrian Pettifer bemerkt, das der Grundriss von Rayleigh Castle denen zweier anderer Burgen in Essex ähnelt: Pleshey Castle und Ongar Castle.
Nach Sweins Tod fiel die Burg an dessen Sohn Robert (ca. 1085–vor 1159) und dann an seinen Enkel Henry of Essex. Um 1140 war der Mound mit Bruchsteinen bedeckt.
Henry wurde 1163 wegen Feigheit vor dem Feind angeklagt und in einen Gerichtskampf verwickelt, den er verlor. Die Burg und seine Ländereien wurden konfisziert und gingen in das Eigentum von König Heinrich II. über. Umfangreiche Umbauten wurden 1172 vorgenommen und dann nochmals in den Jahren 1183–1184. Das Anwesen wurde um 1200 von König Johann Ohneland an Hubert de Burgh, 1. Earl of Kent, verlehnt, der die Burg vermutlich als Quelle für Baumaterial nutzte, und zwar für Hadleigh Castle, das er ab 1230 etwa 5 km entfernt bauen ließ.
Nach dem Tod von Hubert de Burghs Sohn in der zweiten Hälfte des 13. Jahrhunderts fiel das Eigentum an der Burg an die Krone zurück. In Dokumenten aus den Jahren 1279 und 1303 ist vermerkt, dass die Motte als Viehweide genutzt wurde, was vermutlich bedeutet, dass sie nicht mehr als Festung diente. Im Jahre 1394 erteilte König Richard II. den Einwohnern von Rayleigh die Erlaubnis, die Fundamente der Burg als Quelle für Bausteine zu nutzen. Da die Fundamente eigens in dem Erlaubnisdokument erwähnt sind, ist es unwahrscheinlich, dass zu diesem Zeitpunkt noch andere Mauerwerksteile der Burg existierten.
Das Burggelände diente als Schafweide, nachdem die Burg nicht mehr genutzt wurde. Fotos aus den 1920er-Jahren zeigen den Mound frei von großen Bäumen und Gestrüpp, da die Beweidung ihr Wachstum verhinderte, aber seit die Nutzung als Viehweide eingestellt wurde, wachsen große Bäume auf dem Gelände. Der National Trust, der das Gelände verwaltet, plant nicht, die Bäume entfernen zu lassen, damit eventuell vorhandene Überreste der Burg darunter  nicht beschädigt werden.
Das Konvoirettungsschiff SS Empire Rest, das im Zweiten Weltkrieg eingesetzt wurde, war ursprünglich als Castle-Class-Korvette gebaut worden, die HMS Rayleigh Castle hätte heißen sollen.